# Mack Horton
Mack Horton, född 25 april 1996 i Melbourne, Australien, är en australisk före detta simmare. Vid de olympiska simtävlingarna i Rio de Janeiro 2016 vann han guld på 400 meter frisim.

## Karriär
Vid VM 2019 på långbana blev Horton och lagkamraterna i Australiens lag världsmästare på 4×200 meter frisim. Under samma mästerskap slutade han tvåa i finalen på 400 meter frisim bakom kinesen Sun Yang. Efteråt blev Horton uppmärksammad för att under medaljceremonin vägrat skaka Sun Yangs hand och kliva upp på vinnarens podium för fotografering. Detta eftersom han var missnöjd med att Yangs tillåtits tävla trots att han tidigare varit avstängd för dopning och under mästerskapet var under utredning för ett nytt dopningsfall.
I juni 2022 vid VM i Budapest var Horton en del av Australiens kapplag som tog silver på 4×200 meter frisim. I januari 2024 meddelade Horton att han skulle avsluta sin simkarriär.